# Route 10 (Nouveau-Brunswick)
Pour les articles homonymes, voir Route 10.
Longue de 144 kilomètres, la route 10 du Nouveau-Brunswick relie Fredericton à Sussex. La section de la route 10 entre Youngs Cove et Sussex était, avant 2001, une section de la route 2.

## Intersections majeures
| Comté   | Ville            | km     | Destinations                          | Notes                                                  |
| ------- | ---------------- | ------ | ------------------------------------- | ------------------------------------------------------ |
| York    | Fredericton      | 0,00   | NB-8 – Miramichi                      |                                                        |
| Sunbury | Albrights Corner | 32,80  | NB-670 sud – Lakeville Corner         | Terminus nord de la NB-670                             |
| Queens  | Minto            | 44,70  | NB-690 ouest – Grand Lac              | Terminus est de la NB-690                              |
| Queens  | Fowlers Corner   | 64,30  | NB-116 est – Harcourt                 | Terminus ouest de la NB-116                            |
| Queens  | Chipman          | 69,60  | NB-123 nord – Doaktown                | Terminus sud de la NB-123                              |
| Queens  | Youngs Cove      | 99,30  | NB-105 nord – Jemseg                  | Terminus sud de la NB-105                              |
| Queens  | Youngs Cove      | 108,00 | NB-2 – Fredericton, Moncton           | Sortie 365 de la NB-2                                  |
| Queens  | Youngs Cove      | 110,70 | NB-112 est / NB-715 ouest             | Terminus ouest de la NB-112; terminus est de la NB-715 |
| Queens  | Long Creek       | 116,80 | NB-710 sud – Codys, Cambridge-Narrows | Terminus nord de la NB-710                             |
| Kings   | Snider Mountain  | 130,70 | NB-870 sud – Springfield              | Terminus nord de la NB-870                             |
| Kings   | Berwick          | 135,00 | NB-880 – Havelock, Apohaqui           |                                                        |
| Kings   | Sussex           | 144,20 | NB-1 – Saint-Jean, Moncton            | Sortie 193 de la NB-1                                  |
|         |                  |        |                                       |                                                        |